# Josef Anton Simnacher
Josef Anton Simnacher (* 3. Juni 1722 in Tussenhausen/Schwaben; † 4. August 1796 in Brixen) war ein österreichischer Orgelbauer.

## Leben
Josef Anton Simnacher erlernte den Orgelbau im väterlichen Betrieb von Augustin Simnacher. Er arbeitete ab 1756 mit seinem Vater an der Orgel im Brixner Dom und vollendete sie nach dem Tod seines Vaters gemeinsam mit seinem Schwager Alexander Holzhey. J. A. Simnacher und Alexander Holzhey bauten gemeinsam die Orgel im Kloster Neustift/Südtirol. Im 1761 wurde J. A. Simnacher als Inwohner in Brixen aufgenommen, errichtete aber nur wenige Neubauten. Zuletzt verarmte er und arbeitete als Gehilfe bei anderen Orgelbauern.

## Werkliste
| Jahr     | Ort                   | Gebäude                              | Bild | Manuale | Register | Bemerkungen    |
| -------- | --------------------- | ------------------------------------ | ---- | ------- | -------- | -------------- |
| 1762     | Abfaltersbach (Tirol) | Filialkirche Abfaltersbach           |      |         |          | nicht erhalten |
| 1762     | Bruneck               | Ursulinenkirche (Bruneck)            |      |         |          |                |
| 1765     | Brixen                | St. Gotthard und St. Erhard (Brixen) |      |         |          |                |
| 1765     | Brixen                | St. Leonhard                         |      | I/P     | 10       |                |
| ca. 1760 | Lüsen                 | St. Nikolaus in Petschied            |      | I/P     | 5        | [ 1 ]          |